# Karel Willem Ferdinand van Brunswijk-Wolfenbüttel
Karel Willem Ferdinand (Wolfenbüttel, 9 oktober 1735 – Ottensen bij Hamburg, 10 november 1806), van 1780 tot 1806 regerend hertog van Brunswijk-Wolfenbüttel, was een Pruisisch veldmaarschalk.

## Leven
Karel Willem Ferdinand was de oudste van de dertien kinderen van Karel I van Brunswijk en Philippina Charlotte van Pruisen, dochter van Frederik Willem I. Na een opvoeding in de klassieke, rationalistische traditie door de theoloog Johann Friedrich Wilhelm Jerusalem nam hij al vroeg dienst in het leger. Hij onderscheidde zich in de Zevenjarige Oorlog (1756-1763) in de slagen bij Hastenbeck en Krefeld en nam aan alle krijgsverrichtingen van zijn oom Ferdinand van Brunswijk deel. In 1773 werd hij, bij zijn oom Frederik de Grote als veldheer in hoog aanzien, benoemd tot generaal van de infanterie in het leger van Pruisen. Als zodanig maakte hij de Beierse Successieoorlog (1778-1779) mee. Zijn eigenzinnige zuster Elisabeth van Brunswijk-Wolfenbüttel was, na enkele jaren huwelijk met de latere koning Frederik Willem II van Pruisen en diverse schandalen, verbannen naar Stettin en zou hem nooit meer zien.
Hij saneerde de financiën in zijn door schulden geplaagde land, dat hij in 1780 van zijn vader erfde. Zijn door de Verlichting beïnvloede denkbeelden kwamen tot uiting in de hervormingen die hij in zijn hertogdom doorvoerde. Hij reorganiseerde de belastingen, het onderwijsstelsel en de armenzorg en bevorderde handel en nijverheid. Veel van zijn hervormingen werden door adel en clerus echter tegengewerkt.

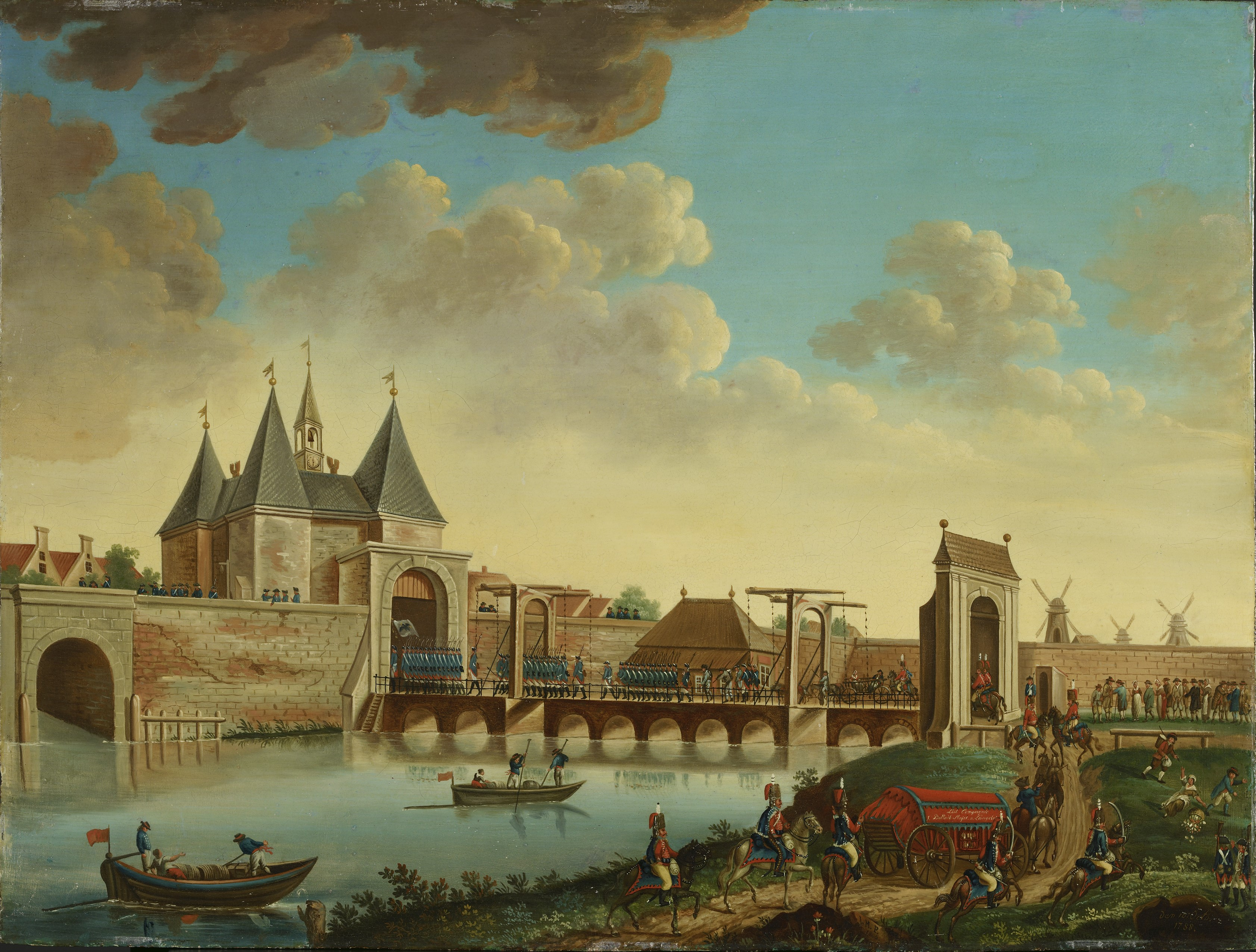
De Pruisen trekken de poort van Amsterdam binnen, anoniem schilderij

Hij werd in 1787 Pruisisch veldmaarschalk en leidde in datzelfde jaar de veldtocht tegen de Nederlanden naar aanleiding van de aanhouding bij Goejanverwellesluis, en herstelde de macht van stadhouder Willem V. Het optreden van het Pruisische leger was een groot succes. De kosten van de militaire operatie (een half miljoen gulden) werden door Holland betaald. Koning Frederik Willem II van Pruisen vierde de vrede die met zijn hulp door de machtsgreep in de Nederlanden was afgedwongen, met de bouw van de Brandenburger Tor in Berlijn. Als persoonlijke beloning voor Brunswijk voor het herstel van de stadhouderlijke macht gaf stadhouder Willem V toestemming voor het huwelijk van de erfprins van Brunswijk met zijn dochter prinses Louise van Oranje-Nassau.
In 1792 moest hij het verzoek het Franse leger te reorganiseren afwijzen, omdat er reeds oorlog tussen Frankrijk en Pruisen dreigde. In tegenstelling tot de koning van Pruisen stond hij echter niet onwelwillend tegenover de Franse Revolutie, net als Benjamin Constant die bij hem in dienst was.
In datzelfde jaar aanvaardde Karel het opperbevel over de Pruisische troepen in de Eerste Coalitieoorlog (1792-1794). Hij vaardigde op 25 juli 1792 het beruchte Manifest van Brunswijk uit, waarin op hoge toon werd geëist dat de revolutionairen Lodewijk XVI zouden ontzien. Dit maakte Lodewijk in Frankrijk echter verdacht en zette de Frans-Duitse verhoudingen nog meer op scherp.
Hij veroverde Longwy en Verdun en drong door tot in de Champagne, maar moest na de Slag bij Valmy (20 september 1792) met Charles-François Dumouriez een wapenstilstand sluiten en werd kort daarop tot terugtrekken gedwongen. Hoewel Karel in 1793 Mainz veroverde, de Slag bij Pirmasens won en Lazare Hoche en Jean-Charles Pichegru versloeg, legde hij het commando in 1794 neer. Hij voerde in de Vierde Coalitieoorlog (1806-1807) wederom het Pruisische opperbevel. Na de desastreuze Slag bij Jena en Auerstedt, waarin hij door een schot beide ogen verloor, vluchtte hij naar Denemarken. Een kleine maand later stierf hij aan zijn verwondingen. Zijn land werd bezet door Franse troepen en ging in 1807 deel uitmaken van het Koninkrijk Westfalen.
Omdat zijn oudste zoon, de zwakzinnige en vrijwel blinde erfprins Karel, kort tevoren was gestorven en zijn zoons George en August diens handicaps deelden, werd zijn jongste zoon Frederik Willem de troonpretendent in ballingschap.

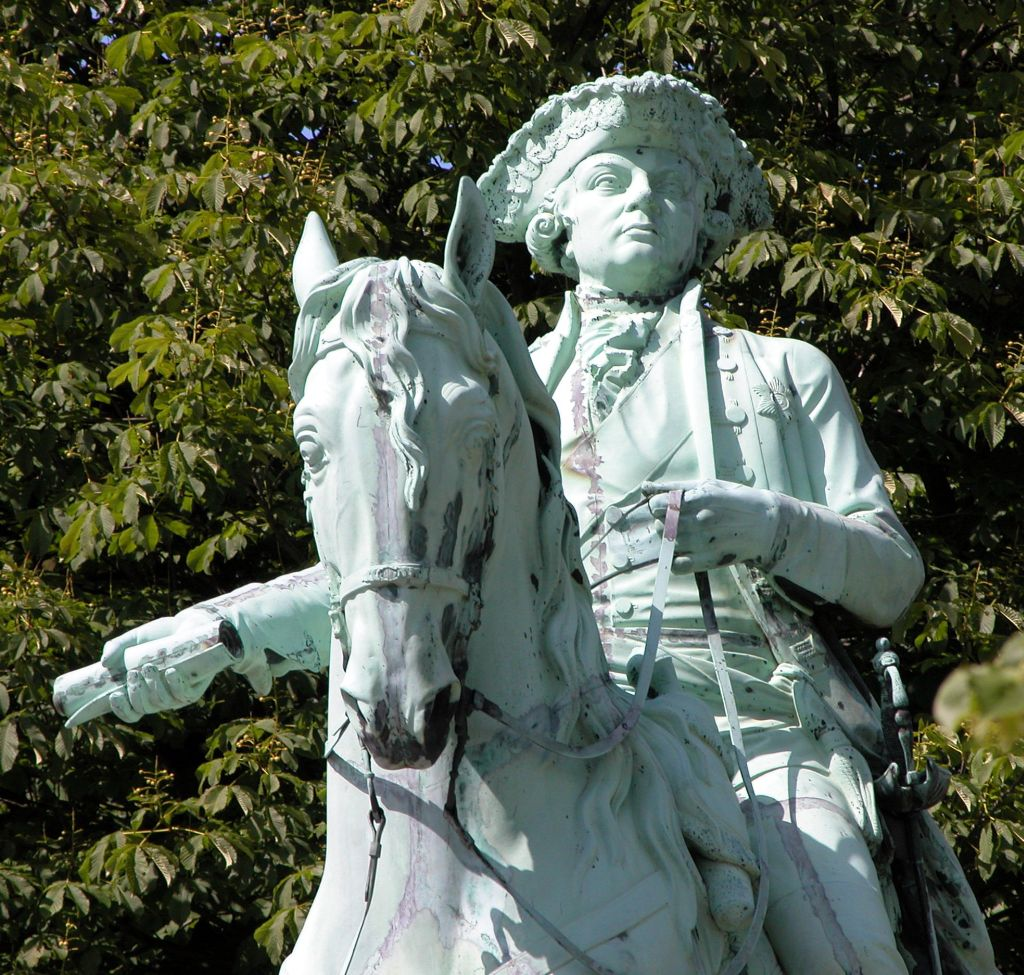
Ruiterstandbeeld Karel Willem Ferdinand te Braunschweig

## Huwelijk en kinderen
Karel Willem Ferdinand huwde in 1764 Augusta Frederika van Hannover (1737-1813), dochter van kroonprins Frederik. Uit het huwelijk werden zeven kinderen geboren:
- Augusta Caroline Frederika Louise (1764-1788), gehuwd met Frederik I van Württemberg
- Karel George August (1766-1806), gehuwd met Frederica Louise Wilhelmina van Oranje-Nassau, dochter van Willem V
- Caroline Amalia Elisabeth (1768-1821), gehuwd met George IV van het Verenigd Koninkrijk
- George Willem Christiaan (1769-1811)
- August (1770-1822)
- Frederik Willem (1771-1815), hertog van Brunswijk
- Amelia Caroline Dorothea Louise (1772-1773)

## Voorvaderen
| Karel Willem Ferdinand van Brunswijk-Wolfenbüttel             | Karel Willem Ferdinand van Brunswijk-Wolfenbüttel                                                                       | Karel Willem Ferdinand van Brunswijk-Wolfenbüttel                                                                       | Karel Willem Ferdinand van Brunswijk-Wolfenbüttel                                                                       | Karel Willem Ferdinand van Brunswijk-Wolfenbüttel                                                                       | Karel Willem Ferdinand van Brunswijk-Wolfenbüttel                                         | Karel Willem Ferdinand van Brunswijk-Wolfenbüttel                                         | Karel Willem Ferdinand van Brunswijk-Wolfenbüttel                                         | Karel Willem Ferdinand van Brunswijk-Wolfenbüttel                                         |
| ------------------------------------------------------------- | --- | --- | --- | --- | ----------------------------------------------------------------------------------------- | ----------------------------------------------------------------------------------------- | ----------------------------------------------------------------------------------------- | ----------------------------------------------------------------------------------------- |
| Overgrootouders                                               | Ferdinand Albrecht I van Brunswijk-Bevern (1636–1687) ∞ Christina van Hessen-Eschwege (1648-1702)                       | Ferdinand Albrecht I van Brunswijk-Bevern (1636–1687) ∞ Christina van Hessen-Eschwege (1648-1702)                       | Lodewijk Rudolf van Brunswijk-Wolfenbüttel (1671-1735) ∞ Christina Louise van Oettingen-Oettingen (1671-1747)           | Lodewijk Rudolf van Brunswijk-Wolfenbüttel (1671-1735) ∞ Christina Louise van Oettingen-Oettingen (1671-1747)           | Frederik I van Pruisen (1657–1713) ∞ 1684 Sophie Charlotte van Hannover (1668–1705)       | Frederik I van Pruisen (1657–1713) ∞ 1684 Sophie Charlotte van Hannover (1668–1705)       | George I van Groot-Brittannië (1660–1727) ∞ 1682 Sophia Dorothea van Celle (1666–1726)    | George I van Groot-Brittannië (1660–1727) ∞ 1682 Sophia Dorothea van Celle (1666–1726)    |
| Grootouders                                                   | Ferdinand Albrecht II van Brunswijk-Wolfenbüttel (1680–1735) ∞ Antoinette Amalia van Brunswijk-Wolfenbüttel (1696–1762) | Ferdinand Albrecht II van Brunswijk-Wolfenbüttel (1680–1735) ∞ Antoinette Amalia van Brunswijk-Wolfenbüttel (1696–1762) | Ferdinand Albrecht II van Brunswijk-Wolfenbüttel (1680–1735) ∞ Antoinette Amalia van Brunswijk-Wolfenbüttel (1696–1762) | Ferdinand Albrecht II van Brunswijk-Wolfenbüttel (1680–1735) ∞ Antoinette Amalia van Brunswijk-Wolfenbüttel (1696–1762) | Frederik Willem I van Pruisen (1688–1740) ∞ 1706 Sophia Dorothea van Hannover (1687–1757) | Frederik Willem I van Pruisen (1688–1740) ∞ 1706 Sophia Dorothea van Hannover (1687–1757) | Frederik Willem I van Pruisen (1688–1740) ∞ 1706 Sophia Dorothea van Hannover (1687–1757) | Frederik Willem I van Pruisen (1688–1740) ∞ 1706 Sophia Dorothea van Hannover (1687–1757) |
| Ouders                                                        | Karel I van Brunswijk-Wolfenbüttel (1713–1780) ∞ 1706 Charlotte van Pruisen (1716–1801)                                 | Karel I van Brunswijk-Wolfenbüttel (1713–1780) ∞ 1706 Charlotte van Pruisen (1716–1801)                                 | Karel I van Brunswijk-Wolfenbüttel (1713–1780) ∞ 1706 Charlotte van Pruisen (1716–1801)                                 | Karel I van Brunswijk-Wolfenbüttel (1713–1780) ∞ 1706 Charlotte van Pruisen (1716–1801)                                 | Karel I van Brunswijk-Wolfenbüttel (1713–1780) ∞ 1706 Charlotte van Pruisen (1716–1801)   | Karel I van Brunswijk-Wolfenbüttel (1713–1780) ∞ 1706 Charlotte van Pruisen (1716–1801)   | Karel I van Brunswijk-Wolfenbüttel (1713–1780) ∞ 1706 Charlotte van Pruisen (1716–1801)   | Karel I van Brunswijk-Wolfenbüttel (1713–1780) ∞ 1706 Charlotte van Pruisen (1716–1801)   |
| Karel Willem Ferdinand van Brunswijk-Wolfenbüttel (1735–1806) | | | | |                                                                                           |                                                                                           |                                                                                           |                                                                                           |

- Bibliothèque nationale de France: cb15047869j (data)
- Gemeinsame Normdatei: 11913988X
- International Standard Name Identifier: 0000 0000 3383 5080
- Library of Congress Control Number: n97000499
- Nationale Bibliotheek van Tsjechië: ntk20201072318
- Nationale Bibliotheek van Polen: a0000003722996
- Nederlandse Thesaurus van Auteursnamen: 108030199
- Réseau des bibliothèques de Suisse occidentale: 02-A024093333
- Istituto Centrale per il Catalogo Unico: SBNV011712
- Système universitaire de documentation: 152476652
- Virtual International Authority File: 54951497
- WorldCat: E39PBJhxpGDhbhMw4YbKfBRBT3